# Астипалея
Астипа́лея (греч. Αστυπάλαια), также Стампали́я (итал. Stampalia) — остров в Эгейском море. Входит в группу островов Додеканес (Южные Спорады). Находится в юго-восточной части Эгейского моря, к северо-западу от Родоса.

## Название
Название Астипалея (Астюпалея, др.-греч. Ἀστυπάλαια, лат. Astypalaea) образовано от слов ἄστυ — «город» и παλαιός — «древний». Просторечное название — Астропалия (греч. Αστροπαλιά, Astropalaea). В период франкократии и итальянского владычества остров назывался Стампалия (итал. Stampalia).

## География

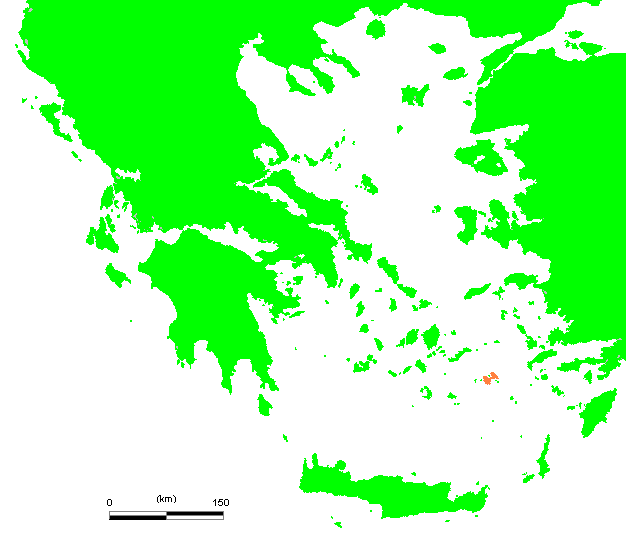
Остров Астипалея в Эгейском море (красный цвет)

Площадь острова составляет 96,42 квадратных километров, протяженность береговой линии — 127 километров, около 18 км длиной и 13 км шириной.
Астипалея — самый западный из островов Додеканеса. Он расположен довольно далеко в открытом море, в промежутке между остальными островами Додеканеса и Кикладами. Ближайший соседний обитаемый остров — Аморгос, до которого от Астипалеи 36 километров.
Астипалея состоит из двух частей, соединённых перешейком, ширина которого в самом узком месте всего 130 метров. На этом перешейке находится местный аэропорт. Наивысшая точка западной части — гора Вардия высотой 482 м над уровнем моря, восточной — гора Кастеллано высотой 366 м.

## История
На острове Астипалея находился древний город того же имени, колония Мегары. В римский период город сохранил самостоятельность. Кулачный боец Клеомед из Астипалеи почитался астипалейцами как герой. Согласно Деметрию Магнесийскому с Астипалеи был Онесикрит, один из самых известных учеников Диогена, участник похода Александра Македонского в Азию.
Остров принадлежал венецианцам и назывался Стампалия. В 1537 году османский пират Хайреддин Барбаросса опустошил остров Стампалия и присоединил его к Османской империи.
В ходе Греческой национально-освободительной революции 1821—1829 гг. у острова Стампалия состоялся бой между бригом «Панаиоти» и двумя пиратскими кораблями. Бриг «Панаиоти» был взят французской эскадрой под командованием контр-адмирала де Риньи в Наваринской кампании 1827 года. Получивший звание вице-адмирала де Риньи поручил лейтенанту Биссону отвести приз в Смирну. В бою 4 (16) ноября Биссон со всем экипажем погиб, взорвав бриг. В порту Астипалея установлен памятник Биссону.
На острове собираются полностью отказаться от автомобилей с двигателями внутреннего сгорания и перейти на электромобили Volkswagen.

## Население

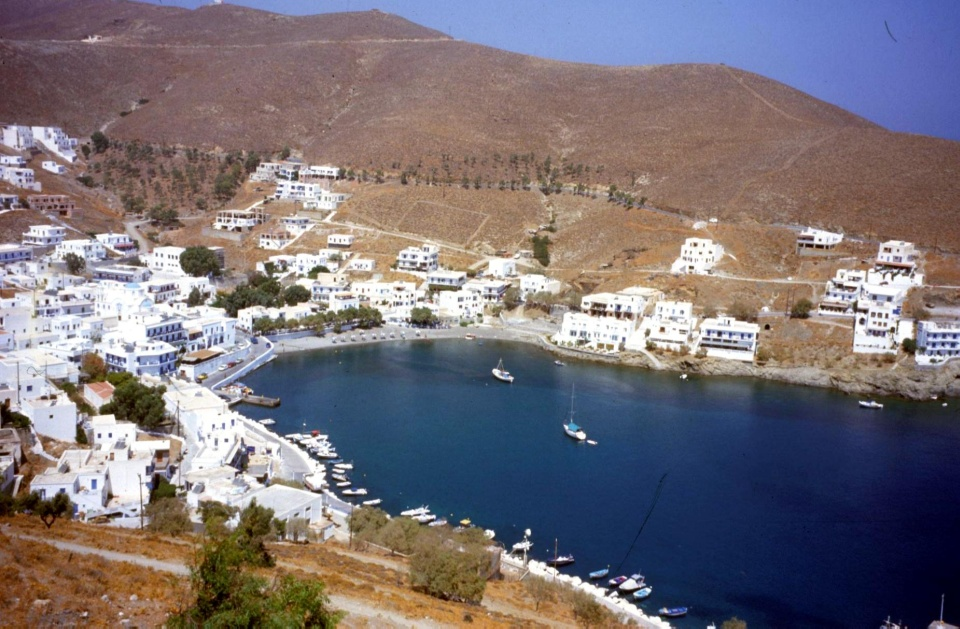
Вид на столичную гавань

Согласно переписи населения 2011 года, на острове проживает 1334 человек. В настоящее время основным занятием жителей является сельское хозяйство. Развивается и сфера обслуживания туристов.
На острове имеется четыре населённых пункта: в западной части город Астипалея и его пригород Ливадия, на перешейке рядом с аэропортом посёлок Аналипсис (или Мальтезана). В восточной части острова находится Вати.

## Община Астипалея
Община Астипалея (Δήμος Αστυπάλαιας) создана в 1948 году (ΦΕΚ 248Α). Административный центр — город Астипалея. В общину входят 4 населённых пункта и множество необитаемых островов. Население 1334 человек по переписи 2011 года. Площадь 114,077 км². Плотность 11,69 человек на квадратный километр.
| Наименование           | Население (2011), человек |
| ---------------------- | ------------------------- |
| Айия-Кириаки (острова) | 0                         |
| Аделфи (острова)       | 0                         |
| Аналипсис              | 159                       |
| Астипалея              | 1055                      |
| Авгониси (остров)      | 0                         |
| Вати                   | 10                        |
| Глино (остров)         | 0                         |
| Зафора (острова)       | 0                         |
| Кацарели (остров)      | 0                         |
| Кунупи (остров)        | 0                         |
| Куцомити (остров)      | 0                         |
| Ливадия                | 110                       |
| Месониси (остров)      | 0                         |
| Офидуса (остров)       | 0                         |
| Плакида (остров)       | 0                         |
| Пондикуса (остров)     | 0                         |
| Стефания (остров)      | 0                         |
| Сирна (остров)         | 0                         |
| Тигани (остров)        | 0                         |
| Фокионисия (острова)   | 0                         |
| Хондрониси (остров)    | 0                         |
| Хондро (остров)        | 0                         |